# Сен-Пьер (остров, Внешние Сейшельские острова)
Сен-Пьер (англ. St Pierre Island, фр. Île Saint-Pierre) — остров в западной части Индийского окена, входящий в группу островов атолла Фаркуар Внешних Сейшельских островов, принадлежащий государству Сейшельские Острова. Остров относится к округу Внешних островов. 

## История
Остров Сен-Пьер носит имя одного из кораблей капитана Дечемина, посетившего остров 6 июня 1732 года.
В прежние времена большая часть острова была покрыта лесом Пизонии большой (Pisonia grandis), в котором гнездилось большое количество морских птиц. Коралловая скала была покрыта Гуано. С 1950-х годов также камни и песок, в которые был выщелочен фосфат,  были добыты в период с 1906 по 1972 год, превратив остров, когда-то густо засаженный лесом, в нынешний бесплодный, изрытый ландшафт. В то время на северо-западе от Сен-Пьера существовал небольшой рабочий поселок, который зависел от поставок товаров из-за границы.

## География
Остров Сен-Пьер расположен более чем в 704 километрах на юго-запад от столицы Сейшельских островов Виктории, расположенной на острове Маэ. Остров находится в 35 км на запад от острова Серф атолла Провиденс и в 500 км от атолла Альдабра. Остров имеет почти круглую форму: 1,6 км с востока на запад и 1,3 км с севера на юг, с площадью суши 1,64 квадратных километра. Сен-Пьер имеет пологое морское дно на юго-восточном побережье и крутой обрыв на северо-западе, где окаймляющий риф практически отсутствует.

## Геология
Обращенные к морю склоны острова Сен–Пьер представляют собой крутые и изрезанные окаменелыми кораллами утёсы высотой от 2,0 до 4,3 м, которые в одном месте прерываются отверстием шириной 5 метров в бухту с песчаным дном. Поэтому остров практически недоступен с моря. В центре находится понижение, примерно равное уровню моря. На юго-восточном берегу острова в результате размыва образовались плоские шельфы, весь остров пронизан пещерами, размытыми морем. Из-за этого на Сен-Пьере нет источников пресной воды.

## Демография
Сегодня остров Сен-Пьер необитаем, но ранее был заселён в течение некоторого времени. В разрушенном поселении на северо-западном берегу есть заброшенный пирс, добраться до которого можно только на лодке в самую тихую погоду.

## Флора и фауна
Сегодня остров бесплоден, за исключением зарослей Казуарины хвощевидной (Casuarina equisetifolia) высотой 12 м в северо-западной части, которые занимают треть площади суши. Первоначально деревья были посажены в качестве защитного лесного насаждения для шахтерского лагеря, но неожиданно разрослись. Большинство видов растений, которые когда-то встречались на Сен-Пьере, теперь исчезли, в том числе Цербера мангас (Cerbera odollam) и Гибикус липовидный (Hibiscus tiliaceus). Некоторые виды Pemphis acidula могли сохраниться.
К 1960 году было отмечено, что наиболее распространенным травянистым растением является Stachytarpheta indica, в то время как Гайярдия красивая (Gaillardia pulchella) широко зарекомендовала себя. В окрестностях лагеря шахтеров были найдены Сизаль (Agave sisalana), Азистазия гангская (Asystasia gangetica), Папайя (Carica papaya), Дурман (Datura stramonium) и Бананы (Musa). Сохранился ли какой-либо из них, неизвестно, но трава Sporobolus virginicus, которая в изобилии произрастала в дюнах, вероятно, сохранилась. Монотипный вид пауков-Оонопидов Farqua Quadrimaculata — единственный известный паук, эндемичный для островов Фаркуар.